# Klopka
Klopka je specializovaná součást některých hoblíků. Je to plochý kus železa, upínaný stavitelně svrchu na želízko hoblíku. Usnadnuje odlamování hoblin. Klopka je na želízku zajištěna šroubem, který umožňuje její posun po želízku a tím přesné nastavení (délka želízka se časem mění broušením, klopku není třeba brousit tak často). K želízku je přitlačována konstrukcí hoblíku. 
Klopky bylo možno připojit řadě druhů hoblíků. Klopka může mít ostrý břit a pak jen zvětšuje úhel, pod nímž jsou oddělovány hobliny. Ty jsou pak kratší. 
U některých druhů hoblíků je klopka zakončená hranou. O ní se hobliny hned za břitem želízka odlamují a je tak možno hoblovat i dřevo, které by jinak mělo snahu k vytahování vláken.